# فارنهام رویال
فارنهام رویال (به انگلیسی: Farnham Royal) یک روستا و محله مدنی در بریتانیا است که در ساوت‌باکس واقع شده‌است. فارنهام رویال ۴٫۴۷ کیلومتر مربع مساحت و ۵٬۹۷۲ نفر جمعیت دارد.